# Śmiłów (Mazovie)
Pour les articles homonymes, voir Śmiłów.
Śmiłów [ˈɕmiwuf] est un village polonais de la gmina de Jastrząb, du powiat de Szydłowiec et dans la voïvodie de Mazovie.
Il est situé à environ 3 kilomètres au sud-ouest de Jastrząb, 5 kilomètres à l'est de Szydłowiec et à 110 kilomètres au sud de Varsovie.
Le village possède une population de 133 habitants en 2006.